# Ana Maria Narti
Ana Maria Narti, född 11 februari 1936 i Bukarest i Rumänien, är en svensk journalist, författare och politiker (folkpartist). Hon var ordinarie riksdagsledamot 1999–2006, invald för Stockholms kommuns valkrets.

## Biografi
Narti föddes med rysk mor och rumänsk far från Nordmakedonien. Hon kom till Sverige som flykting och fick politisk asyl 1970. Hon rapporterade på plats i Rumänien om omvälvningarna från Ceaușescus fall i december 1989 och framåt. Under 1990-talet var Narti verksam som kolumnist i Dagens Nyheter. Mellan 1994 och 2007 var Narti styrelseordförande och projektledare för Interetniskt Kunskapsforum, vilket ville stimulera integration av invandrare i det svenska arbetslivet och motarbeta diskriminering.[källa behövs]
Narti var ordinarie riksdagsledamot 1999–2006, invald för Stockholms kommuns valkrets. I riksdagen var hon ledamot i kulturutskottet 2001–2002, lagutskottet 1999–2002 och utbildningsutskottet 2002–2006. Hon var ledamot i riksdagens delegation till Interparlamentariska unionen 2002–2006. Hon var även suppleant i arbetsmarknadsutskottet, lagutskottet och utbildningsutskottet.
2019 i samband med partiledarvalet i Liberalerna stödde hon Erik Ullenhag. När han inte blev vald valde Narti i sin tur att lämna partiet.[källa behövs]

## Verk
- Barn utan rötter, 1983. ISBN 91-29-56406-9
- När skönheten kom till byn: essäer. Tankar om konstens dialog med nutiden, 1988. ISBN 91-0-047624-2
- Striden om kulturarvet, 1988
- Revolutionen som stals. Demokratirörelsens syn på Rumänien efter Ceausescu, 1992. ISBN 91-7182-821-4
- Stulet land. Rumänien i mitt liv, 1993. ISBN 91-0-055047-7
- Integrerad lille vän? En bok om det som skiljer människor och grupper åt - i Sverige i dag, 2002. ISBN 91-973746-8-7
- Extremismens förödande charm, 2011. ISBN 978-91-633-8416-5